# 吳山濤
吴山涛（1639年—1710年），字岱观，号塞翁。浙江錢塘縣（今屬杭州市）人。明末清初文人。

## 生平
萬曆三十七年（1639年）生，十歲時隨父遷徙諸暨。崇祯十二年（1639年）己卯科浙江鄉試举人。入清，任官西安訓，“旋以父艱去”，後補德清諭。順治十五年（1658年）參加會試，落榜。順治十七年冬，北上謁選授官甘肅成縣（同谷）知县，有政声。康熙四年（1665年），因故解职。浪跡江湖三十年，終老於吳山越水間。工书画，尤长於诗。康熙四十九年（1710年）卒，年八十七。